# Argentinische Basketballnationalmannschaft der Damen
Die argentinische Basketballnationalmannschaft der Damen ist die Auswahl argentinischer Basketballspielerinnen, welche die Confederación Argentina de Básquetbol auf internationaler Ebene, beispielsweise in Freundschaftsspielen gegen die Auswahlmannschaften anderer nationaler Verbände, aber auch bei internationalen Wettbewerben repräsentiert. Argentinien nahm bisher achtmal an Weltmeisterschaften teil, gewann drei Medaillen bei Amerikameisterschaften sowie 21 Medaillen bei Südamerikameisterschaften, darunter den Titel im Jahr 1948. Der nationale Verband war 1932 Gründungsmitglied des Weltverbandes Fédération Internationale de Basketball (FIBA). Im November 2013 wurde die Mannschaft auf dem zwölften Rang der Weltrangliste der Frauen geführt.

## Internationale Wettbewerbe

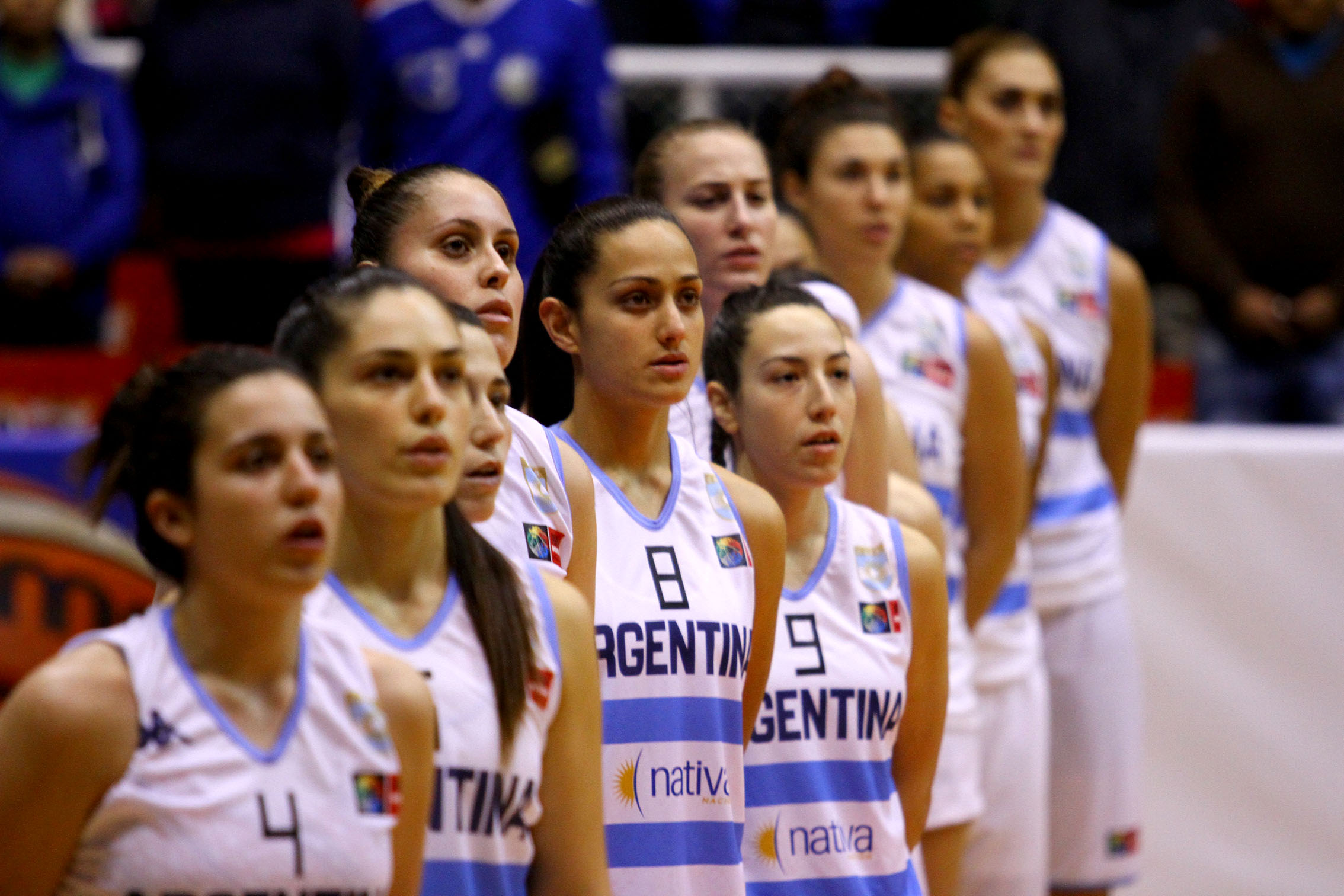

### Argentinien bei Weltmeisterschaften
Die Mannschaft konnte sich bisher achtmal für eine Weltmeisterschaft qualifizieren. Größter Erfolg war dabei der sechste Platz bei der ersten Weltmeisterschaft 1953.
| - 1953: 6. Platz - 1957: 9. Platz - 1959: nicht qualifiziert - 1964: 13. Platz - 1967: nicht qualifiziert - 1971: 11. Platz - 1975: nicht qualifiziert - 1979: nicht qualifiziert - 1983: nicht qualifiziert | - 1986: nicht qualifiziert - 1990: nicht qualifiziert - 1994: nicht qualifiziert - 1998: 15. Platz - 2002: 10. Platz - 2006: 9. Platz - 2010: 14. Platz - 2014: nicht qualifiziert |

### Argentinien bei Olympischen Spielen
Bisher gelang es der Mannschaft nicht, sich für die olympischen Basketballwettbewerbe zu qualifizieren.

### Argentinien bei Amerikameisterschaften
Die Mannschaft nahm bisher an allen elf Amerikameisterschaften teil und gewann bei den Austragungen 2009 und 2011 jeweils die Silbermedaille sowie 2001 die Bronzemedaille.
| - 1989: 5. Platz - 1993: 7. Platz - 1995: 4. Platz - 1997: 4. Platz - 1999: 5. Platz - 2001: Bronze | - 2003: 5. Platz - 2005: 4. Platz - 2007: 4. Platz - 2009: Silber - 2011: Silber - 2013: 5. Platz |

### Argentinien bei Südamerikameisterschaften
Die Mannschaft nahm an 32 der 33 Südamerikameisterschaften teil und gewann bei der Austragung 1948 die Goldmedaille. Außerdem stehen 14 Silbermedaillen sowie sieben Bronzemedaillen zu Buche.
| - 1946: Bronze - 1948: Südamerikameister - 1950: Silber - 1952: 4. Platz - 1954: nicht qualifiziert - 1956: 4. Platz - 1958: Silber - 1960: 5. Platz - 1962: 4. Platz - 1965: 4. Platz - 1967: 5. Platz - 1968: Bronze - 1970: Silber - 1972: 4. Platz - 1974: Silber - 1977: Bronze - 1978: Bronze | - 1981: 4. Platz - 1984: 4. Platz - 1986: 4. Platz - 1989: Bronze - 1991: Bronze - 1993: Silber - 1995: Silber - 1997: Silber - 1999: Silber - 2001: Silber - 2003: Silber - 2005: Bronze - 2006: Silber - 2008: Silber - 2010: Silber - 2013: Silber |

### Argentinien bei den Panamerikanischen Spielen
Die Mannschaft erreichte bei fünf Teilnahmen an den Wettbewerben der Panamerikanischen Spiele als bestes Ergebnis den fünften Rang (1991, 1999, 2003 und 2011)
| - 1955: nicht teilgenommen - 1959: nicht teilgenommen - 1963: nicht teilgenommen - 1967: nicht teilgenommen - 1971: nicht teilgenommen - 1975: nicht teilgenommen - 1979: nicht teilgenommen | - 1983: nicht teilgenommen - 1987: nicht teilgenommen - 1991: 5. Platz - 1999: 5. Platz - 2003: 5. Platz - 2007: 6. Platz - 2011: 5. Platz |